# Вернер фон Хейденстам
Карл Густаф Вернер фон Хейденстам (на шведски: Carl Gustaf Verner von Heidenstam) е шведски писател – поет и романист, член на Шведската академия от 1912 година, лауреат на Нобелова награда за литература за 1916 г.

## Биография
Роден е през 1859 г. в семейството на офицер. В периода 1876 – 1878 г. пътува из Близкия изток и Западна Европа. Учи живопис в Париж. От 1880 до 1892 г. живее предимно в Швейцария.
Впечатленията от пътешествията си отразява в стихове в първия си лирически сборник „Години на пътешествие“ (1888, „Vallfart och vandringsår“). Поетическият му дебют го поставя начело на неоромантизма в шведската литература. В темите на стиховете му присъства източна екзотика, настроенията са предимно хедонистични. През 1889 г. написва критичния трактат „Ренесанс“, в който полемично защитава свободата на творчество на художника, култа към красотата и се противопоставя на натурализма, който по онова време е доста популярен сред европейските литератори.

## Произведения
- Från Col di Tenda till Blocksberg, pictures of travel (1888)
- Vallfart och vandringsår (1888)
- Renässans (1889)
- Endymion (1889)
- Hans Alienus (1892)
- Dikter (1895)
- Karolinerna (1897 – 98)
- Sankt Göran och draken (1900)
- Klassizität und Germanismus (1901)
- Heliga Birgittas pilgrimsfärd (1901)
- Ett folk (1902)
- Skogen susar (1904)
- Folkungaträdet (1905 – 1907)
- Svenskarna och deras hövdingar (1910)
- Nya Dikter (1915)